# Etzel Andergast

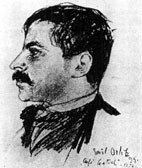
Jakob Wassermann
- 1873 †1934

Etzel Andergast ist ein zweiteiliger Roman von Jakob Wassermann, nach zweijähriger Arbeit vollendet und im Frühjahr 1931 im Berliner S. Fischer Verlag erschienen. Marie bricht im ersten Teil als Frau Bergmann und im zweiten Teil als Frau Kerkhoven die Ehe.

## Figuren
1913
- Prof. Dr. Joseph Kerkhoven, Arzt, geboren 1880 in Düsseldorf. Der Vater stammte aus Holland.
  - Nina Kerkhoven, geborene Belotti, seine Ehefrau aus dem Trentino
- Johann Irlen, Major a. D., später Direktor, Protestant, geboren 1869, aus dem Cleveschen. Irlen bedeutet, die bei den Erlen hausen.
  - Frau Senator Viktorine Irlen, seine Mutter
  - Ernst Bergmann, habilitierter Privatdozent der Philosophie, Katholik, einziger Erbe eines großen Vermögens, sein Neffe
- Marie Bergmann, geb. Martersteig, geboren 1894, Bergmanns Ehefrau, später: Marie Kerkhoven
  - Adrienne Martersteig, ihre Mutter
  - Johanna Adelheid Bergmann, genannt: Aleid, Tochter der Bergmanns
  - Johann Karl, geboren 1921, Maries und Kerkhovens Sohn
  - Ludwig Robert, geboren 1925, Maries und Kerkhovens Sohn
  - Herr von P., Maries Liebhaber
- Otto Kapeller, Hauptaktionär der Kapellerschen Stahl- und Maschinenwerke
  - Dagmar Kapeller, seine Schwester

1928
- Baron Etzel von Andergast, geboren 1908
  - Sophia von Andergast, seine Mutter
- Eleanor Marschall, genannt Nell, ca. 32 Jahre, Etzels Freundin
- Roderich Lüttgens, Etzels Freund
  - Jessie Tinius, seine Freundin
- Emma Sperling, genannt Spatz, Tänzerin, ca. 20 Jahre alt
- Jürgen Lorriner, geboren 1900, Radikaler

## Handlung
Der 1. Teil handelt hauptsächlich von 1913 bis 1914 in einer deutschen Kleinstadt:
Kerkhoven
Die Senatorin Irlen setzt 1913 durch, dass ihr erkrankter Sohn Johann sich von dem einfachen Hausarzt Joseph Kerkhoven behandeln lässt. Der junge Mediziner überrascht durch stilles und rücksichtsvolles Benehmen, weiß dem Patienten aber nicht zu helfen. Johann Irlen wird dennoch der Freund des wortkargen und verschlossenen Kerkhoven.
Irlen
Major Johann Irlen diente im preußischen Generalstab, unterlag aber 1907 einer Kamarilla und musste den Abschied nehmen. Danach wurde er kaufmännischer Leiter der Kapellerschen Stahl- und Maschinenwerke. Die Maske des Freundes wirft Fabrikbesitzer Otto Kapeller während eines großen Streiks im Dezember 1910 ab. Es kommt zum unversöhnlichen Zwist. Zudem verwendet sich Irlen für Kapellers Schwester Dagmar, als sie sich dem Bruder nicht fügt. Kapeller beleidigt darauf Irlen während der Arbeiterunruhen in der Öffentlichkeit und wird im Duell von dem Offizier erschossen. Irlen geht nach Afrika und kehrt 1913 krank aus dem Königreich Kongo zurück. Der Major will die Diagnose Schlafkrankheit nicht wahrhaben. Todkrank unternimmt Irlen im Sommer 1914 einen verzweifelten Versuch, den drohenden Krieg zu verhindern. Er reist nach London und will seinen Weggefährten, den ehemaligen Kriegsminister Richard Burdon Haldane, 1. Viscount Haldane für seine Friedensmission gewinnen. Die Meinung der Briten, dass die Deutschen den Krieg wollen, erweist sich als unumstößlich. Irlen kehrt unverrichteter Dinge heim. Der Freund Kerkhoven leistet Sterbehilfe. Irlen stirbt.
Marie
Als Kerkhoven das erste Mal den Major Irlen im Hause der Senatorin aufsucht, ist Marie, die Gattin von Irlens Neffen Ernst Bergmann, zugegen. Obwohl Marie eine Tochter, die kleine Aleid, von Bergmann hat, ist die Ehe unglücklich. Nach mehreren Visiten Kerkhovens wird es Marie zu bunt, und sie fragt Kerkhoven, warum er sie nie ordentlich grüße. Das darauf folgende Gestammel des kleinbürgerlichen Doktors bewirkt, dass Marie Sympathie für ihn fühlt. Die Neigung wird von dem verheirateten, kinderlosen Kerkhoven erwidert. Seine Ehefrau Nina erfährt davon. Nina wehrt sich umsonst, ihre Zeit ist um. Kerkhoven hat im Hause Irlen eine weitere Patientin – Marie. Diagnose: Psychoneurose. Im Klartext: Marie, dem viel älteren Herrn von P. verfallen, ist eine Ehebrecherin. Kerkhovens „Behandlung“ Maries bewirkt, dass die Patientin sich von ihrem Liebhaber trennt und sich dafür dem Hausdoktor ganz hingibt. Nina erträgt das nicht. Kerkhoven bringt seine Frau in die Kreisirrenanstalt und beichtet Irlen sein Verhältnis mit Marie. Irlen beneidet die beiden Ehebrecher. Die Ehebrecherin will sich von Bergmann trennen. Der Ehemann ist mit allem einverstanden und gibt Marie frei. Nur Aleids Großmutter, die Senatorin, will die Enkelin nicht hergeben. Marie erweist sich in dem Kampf um das Kind als die stärkere. Nach geltendem Recht dürfen Marie und Kerkhoven nicht heiraten, solange Nina in der Anstalt lebt. Maria und Kerkhoven heiraten, nachdem Nina im Herbst 1922 gestorben ist. Zuvor war der Reserveoffizier Ernst Bergmann schon im Oktober 1914 in Belgien gefallen. Marie bekommt von Kerkhoven zwei Kinder – Johann Karl und Ludwig Robert.
Der 2. Teil handelt von 1928 bis 1929 in Berlin und auf einem Landgut nördlich von Berlin:
Kerkhoven, nun in Berlin Professor, war im Ersten Weltkrieg zum Chef des gesamten Sanitätsdienstes an der Ostfront aufgestiegen. Er war nicht gewillt emporzusteigen. Kerkhoven konnte nicht übersehen werden. Auch nach dem Kriege, in Berlin als Leiter der ehemaligen Werther-Françoisschen Nervenheilanstalt, steht er seinen gewohnten siebzehnstündigen Tag durch und vernachlässigt dabei die Ehefrau. Marie lebt mit den Kindern und der Mutter zurückgezogen auf einem Landgut nördlich von Berlin.
Im Schreibtisch verwahrt Kerkhoven sein Manuskript Der Gehorsam gegen die Krankheit. Das Papier enthält die ganze spätere Entwicklung und ist dem Andenken Irlens gewidmet.
Etzel
Der 20-jährige Etzel von Andergast sucht Kerkhoven auf Anraten seiner Freundin Nell Marschall auf, nachdem sich sein Freund Roderich Lüttgens erschossen hat. Denn Roderichs Freundin Jessie Tinius braucht dringend ärztliche Hilfe. Der überbeanspruchte Prof. Dr. Kerkhoven, der keinen Freund hat, erkennt, fühlt Sympathie für sie und nimmt sich Zeit für den Ankömmling.
Nell, einzige Tochter eines Pittsburger Stahlmagnaten und Erbin eines großen Vermögen, ist „eine zweite Jane Addams“. In Berlin hat sie eine Siedlung erbaut, in der gestrandete Existenzen in Wohngemeinschaft leben. Etzel, der sich zu Nell hingezogen fühlt, hält sich stundenlang in dieser Kommune auf. Etzel ist in einem sogenannten Weltbund, einer internationalen Organisation, politisch aktiv.
Roderich war zu Lebzeiten in die hübsche, schnippische Tänzerin Emma Sperling verliebt. Diese hatte ihn schließlich erhört, danach aber den Laufpass gegeben. Zu den Eifersuchtsszenen, die Jessie Tinius ihrem Freund Roderich gemacht hatte, war noch eine Auseinandersetzung mit seinem unerbittlichen Vater, einem bekannten Redakteur und sozialistischen Abgeordneten, hinzugekommen. Der Vater sollte auf Wunsch Roderichs in seiner Zeitung Jürgen Lorriner rehabilitieren.
Etzel sucht die Nähe Lorriners, als dieser einen Anschlag plant und ausführt. Lorriner, zum Führer prädestiniert, ist einer, dem das Elend des Volkes nahe geht. Lorriner setzt in seinem Kampf die Sturmabteilungen viel zu spät ein, scheitert und kann Etzels Hohn nicht ertragen. Lorriner, der schon am Kapp-Putsch beteiligt und beim Sturz der Münchner Räteregierung dabei war, bringt Etzel eine klaffende Kopfwunde mit seinem Schlagring bei. Etzel schleppt sich in Kerkhovens Klinik, wird behandelt und findet sogar Familienanschluss. Zunächst will Marie nichts von ihm wissen. Etzel darf Kerkhoven Meister nennen. Kerkhoven schreibt an Etzels Mutter, er wolle ihn führen. Zur Mutter, die in Baden-Baden lebt, zieht es Etzel nicht hin. Er kann ihr nicht verzeihen, dass sie mit dem ungeliebten Vater geschlafen hat, zumindest einmal, als er gezeugt wurde.
Etzel reißt erneut aus und sucht wiederum Nells Nähe. Diese hat Furcht vor ihm, will  ihn aber nicht zum Feind haben. Trotzdem brüskiert sie ihn so sehr, dass er einen Nervenzusammenbruch erleidet und wieder im Hause Kerkhoven landet. Diesmal hat Marie nichts gegen Etzel. Der neue Schlafgast soll sogar Privatsekretär des Professors werden. Zögernd willigt Etzel ein. Marie, wieder schwanger, hält es auf dem Lande nicht mehr aus und sucht Kerkhoven in Berlin auf. Bei der Gelegenheit kommen sich Etzel und Marie näher. Marie überredet Etzel, den Kontakt zu seiner Mutter Sophia wieder aufzunehmen. Marie hat nach einem Sturz eine Fehlgeburt und kehrt alsbald aufs Land zurück. Kerkhoven schreibt ihr, Etzel sei innerlich sehr gewachsen, und hebt die Selbstbeherrschung seines neuen Privatsekretärs hervor. Marie antwortet, sie wolle nicht mehr allein sein. Kerkhoven, viel beschäftigt, weiß den Ausweg: Er schickt seiner Ehefrau den jungen Etzel – ein verhängnisvoller Fehler. Auf dem abgelegenen Landgut entwickelt sich ein heftiges Liebesverhältnis zwischen Marie und dem vierzehn Jahre jüngeren Etzel. Dieses weitet sich für Marie zu einer „Nervenfolter“ aus. Nie im Leben war sie so verliebt. Etzel fordert unnachgiebig von Marie, sich von Kerkhoven zu trennen. Es wird so schlimm, dass Marie sich trennen möchte, was ihr aus eigener Kraft aber nicht gelingt. Kerkhoven besinnt sich, fährt aufs Landgut und jagt seinen Privatsekretär davon. Etzel flüchtet ins Fextal, dem aktuellen Aufenthalt seiner Mutter. Dort findet Etzel sein mentales Gleichgewicht wieder.

## Zitate
- Was ist Erfahrung? Die Reihenfolge des Mißlungenen.[1]
- Offenbar vermag der Mensch viel mehr, als er weiß, daß er vermag.[2]
- Wer durch die Hölle geht, wird von ihr gezeichnet.[3]
- Der Körper ist ein Tier.[4]
- Leib-Seele-Problem: Nimmt die Seele die Krankheit nicht an, so kann sie den Leib nicht ergreifen.[5]
- Leichtigkeit ist das Resultat der inneren Ordnung.[6]
- Das Unheilvollste, was der Mensch tun kann, ist, daß er seine Instinktbasis verläßt.[7]
- Das Getane kommt nicht in Betracht, weil das zu Tuende alle Kräfte fordert.[8]

## Form
- Standpunkt: Der Ich-Erzähler Wassermann redet den Leser in der 2. Person Plural an.[9] Dem Erzähler obliegt Geschichtsschreibung, Schicksalsdarstellung, Blick in das Gewebe der Epoche.[10]
- Zerstörung: Im Roman treten mindestens drei Destruktoren auf. Otto Kapeller zerstört das Leben Irlens, Marie zerstört Kerkhovens Ehe mit Nina und Etzel zerstört Kerkhovens Ehe mit Marie.
- Zukunftsmusik: Wassermann greift vor. In die 1913er Handlung wird eine Episode aus dem Ersten Weltkrieg 1915 in Westpreußen als geklammerten Absatz eingefügt.[11] Und ein Brief von 1916 wird in der 1913er Geschichte erwähnt.[12] Weitere Vorausgriffe lassen den Leser immer wieder aufhorchen – z. B. sie [die visionäre Kraft Kerkhovens] wird einmal entscheidend für sein Leben sein.[13]
- Angst: Wie in den Memoiren Heinrich Manns wird auch im Roman das seltsame Sonnengeflecht[14] – hier "konkreter", mit dem Sympathikus als Sitz der Angst – benannt. Der Leser kann mit Sonnengeflecht – hier wie dort – kaum etwas anfangen.
- Selbstbeschuldigung: Auf Seite 608 [der Quelle] ist Schluss, und ab Seite 542 herrschen nach Wassermann Verzweiflung und die Zerstörung. Also empfiehlt der Autor: das Buch getrost zuklappen und etwas Vergnüglicheres unternehmen.
- Medizin: Der Arzt Kerkhoven hat sich auf die Psychologie spezialisiert. So ist von Tiefenhypnose[15] und dem Vorbild Ignaz von Loyola[16] die Rede. Dazu passt die telepathische Beziehung[17] Etzels zu der fernen Mutter.
- Lesbarkeit: Wassermann serviert ein mehrsprachiges Menü. Das enthält u. a. den missing link,[18] eine Apprehension,[19] die Reveille [Weckruf] blasen,[20] ein shake-hand-meeting[20] und sich in somnolentem Zustand[21] befinden. Des Öfteren begegnet dem Leser Bildungssprachliches – z. B. der Fafnerschlummer.[22]

## Rezeption
Koester bemerkt „eine Neigung des Autors zum Mystischen“, z. B. wenn es um die „Seelenvereinigung“ von Irlen mit Kerkhoven geht.

## Trilogie
Das Werk umfasst die Romane
- Der Fall Maurizius (1928)
- Etzel Andergast
- Joseph Kerkhovens dritte Existenz (1934)